# انتشارية حرارية

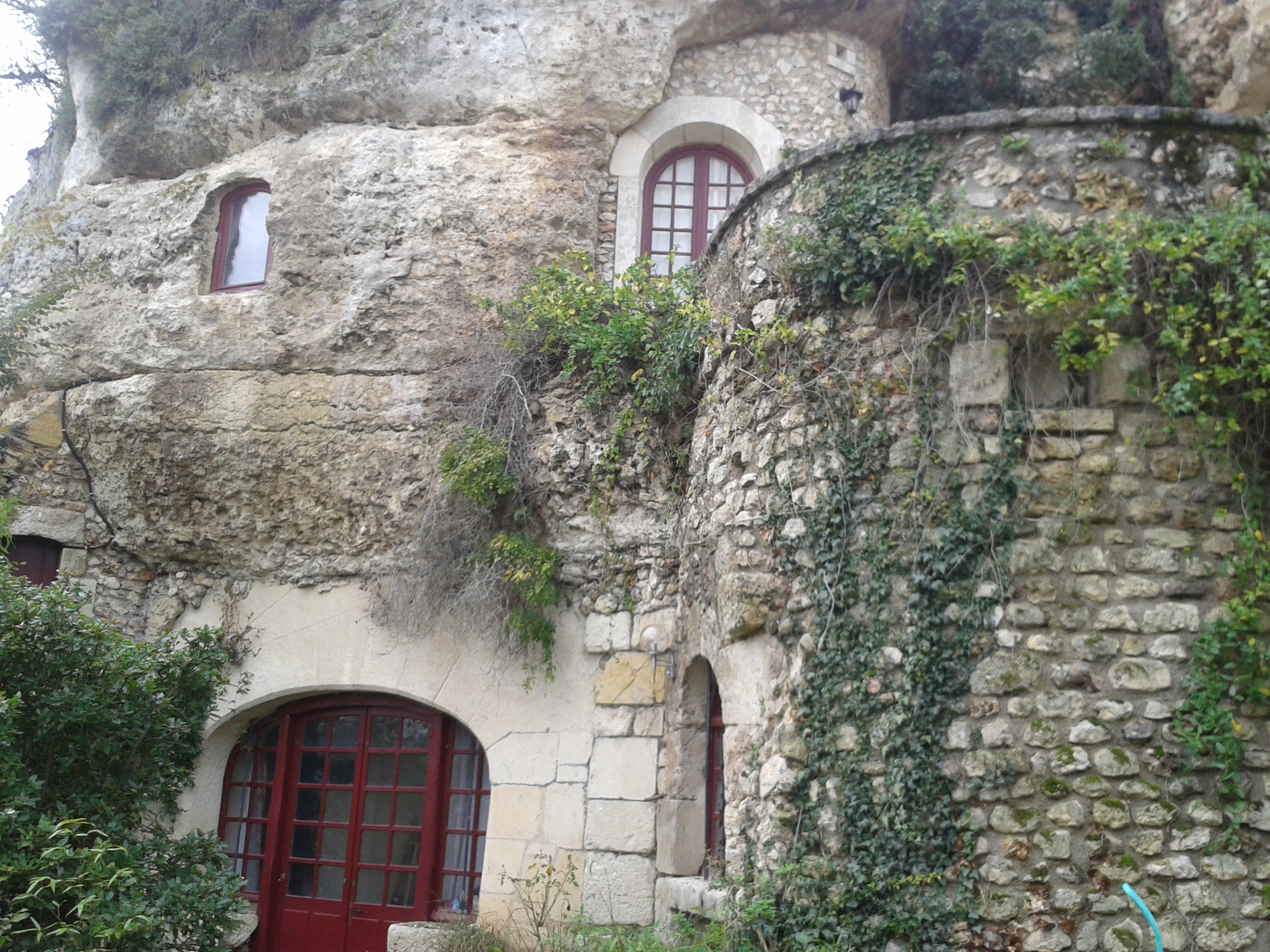

انتشارية حرارية (ملاحظة 1) أو معامل الانتشار الحراري (يرمز لها بحرف الـ{\displaystyle {\mathcal {}}\alpha } : وحينئذ يلاحظ أن رموز {\displaystyle {\mathcal {}}\kappa } ، و{\displaystyle {\mathcal {}}D} ، و{\displaystyle {\mathcal {}}k} كلها شائعة الاستخدام) نسبة الموصلية الحرارية إلى السعة للحرارة المعيارية-الحجمية.

## القانون الرياضي
لها في نظام الوحدات الدولي وحدة ثانية/مترمربع m² / s.
حيث :
{\displaystyle \alpha ={k \over {\rho c_{p}}}}
• {\displaystyle {\mathcal {}}k} : ثابت التوصيل الحراري (حسب نظام الوحدات الدولي وحدة : واط / (متر.كلفن))
• {\displaystyle {\mathcal {}}\rho } : الكثافة (كجم/ مترمكعب)
• {\displaystyle \rho c_{p}\,} : سعة الحرارة النوعية (جول / (كغم.كلفن))
المقام -المقسوم عليه- لتعبير انتشارية الحرارة في المعادلة أعلاه، {\displaystyle \rho c_{p}\,}، يمكن تعريفه بأنه سعة الحرارة المعيارية مع نظام الوحدات الدولي وحدة جول/(متر مكعب.كلفن).
المواد ذات قيم انتشارية الحرارة عالية، تقوم بتعديل درجة حرارتها بسرعة لتواءم درجة الحرارة المحيطة بها؛ لأنها جيدة التوصيل للحرارة مقارنة مع السعة الحرارية المعيارية-الحجمية- لها مثل الطوب الحراري.
| المواد                           | معامل الانتشار الحراري (m²/s) |
| -------------------------------- | ----------------------------- |
| جرافيت حراري بالتوازي مع الطبقات | 1.22 × 10−3                   |
| فضة نقية (99.9%)                 | 1.6563 × 10−4                 |
| نحاس                             | 1.1234 × 10−4                 |
| الألومنيوم                       | 8.418 × 10−5                  |
| بخار ماء (1 atm, 400 K)          | 2.338 × 10−5                  |
| هواء (1 atm, 300 K)              | 2.2160 × 10−5                 |
| أكسيد الألمنيوم (متعدد البلورات) | 1.20 × 10−5                   |
| كربون صلب (1%)                   | 1.172 × 10−5                  |
| جرافيت حراري، طبقات عادية        | 3.6 × 10−6                    |
| حجر رملي                         | 1.12–1.19 × 10−6              |
| طوب شائع                         | 5.2 × 10−7                    |
| زجاج نافذة                       | 3.4 × 10−7                    |
| مطاط                             | 1.3 × 10−7                    |
| نايلون                           | 9 × 10−8                      |
| خشب صنوبر                        | 8.2 × 10−8                    |
| زيت محرك (سائل مشبع , 100 °C)    | 7.38 × 10−8                   |

## هوامش
ملاحظة 1: الانتشارية الحرارية ترجمة مصطلح (بالإنجليزية: thermal diffusivity)‏، في تحليل الموصلية الحرارية (thermal conductivity) والانتشار الحراري (thermal diffusion)